# 温查文化
温查文化（Vinča culture）是欧洲早期考古学文化之一，时间大约为公元前6000年至公元前3000年，主要分布在塞尔维亚、罗马尼亚和保加利亚的多瑙河流域以及马其顿，其足迹在巴尔干半岛、中欧和小亚细亚均有发现。这些定居点通过远程交换仪式保持了高度的文化一致性，但可能不是政治上统一的。各种风格的变形和拟人雕像是文化的标志，温查符号（Vinča symbol）也是这样，其中一些推测是原始写作的最早形式。虽然传统上不被认为是“铜石并用时代”或“铜器时代”的一部分，但温查文明提供了铜冶金最早已知的例子。

## 分佈與人口
温查文化分佈在歐洲東南部，這個地區很早就被新石器時代的農業社會所定居，在温查時期，持續的人口增長導致定居規模和密度達到前所未有的水平。溫查的定居點比任何其他當代歐洲文化都大得多，在某些情況下超過了愛琴海和近一千年後的近東青銅時代。最大的遺址在貝爾格萊德郊區，面積達29公頃，人口多達2,500人。溫查早期的定居人口密度為每公頃50-200人，後期則平均每公頃50-100人。根據公元前4900年至公元前4650年的Divostin遺址的17座房屋遺址的發掘，給定每56年房子的使用期限。可以推算出在此期間該地建造了1,028座房屋，人口估計在868和2,864之間。另一個大遺址是公元前4850-4800年的Stubline。它的最大人口可能為4,000。帕拉（Parţa）遺址的定居點可能同時有1,575人居住在那裡。

## 起源與衰落
溫查文化的起源仍有爭議。在放射性碳定年法出現之前，根據類型相似性，人們認為溫查文化和其他屬於“深色拋光器皿”複合體的新石器時代文化是從安納托利亞遷移到巴爾幹地區的產物。現在根據放射性碳的年代測定推翻了這一點。Colin Renfrew於1969年首次提出溫查文化是從先前的斯塔爾切沃文化本地發展而來的，現已為許多學者所接受。在後期階段，溫查文化的中心轉移，而長途交易匈牙利和愛琴海的黑曜石變得比塑像更為重要。最終，溫查文化陷入衰敗。土壤肥力下降造成的經濟壓力可能是導致這種情況的部分原因。根據Marija Gimbutas的說法，溫查文化是舊歐洲文明的一部分，這是一種相對同質、和平與母系的文化，在新石器時代佔據了歐洲。根據這一假設，它的衰落是從里海草原入侵了一個好戰的、騎馬的原始印歐語系民族開始的。

## 經濟與生產
溫查文化定居點中的大多數人本來會忙於生產糧食。他們實行了混合生計經濟，農業、畜牧業和狩獵與覓食都為不斷增長的人口作出了貢獻。與其他溫帶的新石器時代的早期文化相比，這些做法得到了加強，與高產穀物作物和家畜次生產品相關的專業化程度不斷提高，這與人口密度的增加相一致。溫查文化的農業引入普通小麥、燕麥和亞麻來溫帶歐洲，並且更多地利用大麥。這些創新提高了農作物的產量，並推進了製造由植物紡織品和動物產品（即皮革和羊毛）製成的衣服。有間接證據表明，溫查文化農民利用了牛驅動的犁，這對農業所需的人工勞動量以及開闢新耕地面積帶來重大影響。溫查文化最大的許多遺址都位於需要耕種的土壤類型佔主導的區域。
耕地潛力較小的地區是通過放牧來開發的，低地村莊的群體在季節性基礎上將牲畜轉移到附近的高地地區。在溫查文化中，牛比綿羊和山羊重要，牲畜越來越多地用於牛奶、皮革和生畜，而不僅僅是肉類。開採石頭和礦產資源也促使居民季節性向高地移動。在特別富裕的地方建立了永久性的高地定居點，這些人將更加依賴牧業。儘管溫查文化的生計經濟日益關注馴養的動植物，但他們仍然利用野生食物資源。在溫查文化的一些地區，狩獵鹿、公豬和野牛，捕撈鯉魚，收集貝殼，采集野生穀物，森林水果和堅果的覓食構成了飲食的重要組成部分。但是，這些人很少。考慮到定居點的位置始終具有農業而不是野生食品的潛力，除非該地區的耕地生產力低下，否則通常不會充分利用野生資源。
一般來說，溫查文化內的工藝品生產是在家庭一級進行的；關於個人經濟專業化的證據很少。儘管如此，有些溫查文化人工製品仍具有相當高的技術水平。使用了一種分兩步的方法來生產具有拋光、多色飾面的陶器。有時將硃砂粉和褐鐵礦粉塗在煅燒的粘土上進行裝飾。溫查文化服裝的風格可以從開頸外衣描繪的小雕像中推斷出來和裝飾的裙子。布是用亞麻和羊毛織成的（亞麻在溫查文化後期變得越來越重要），還使用了由貝殼或石頭製成的鈕扣。溫查文化是世界上最早的銅工具的典範。但是，溫查文化的人們只實踐了一種早期且有限的冶金形式。在Rudna Glava之類的地點大規模開采銅礦石，但只有一小部分被熔煉並鑄造成金屬製品——這些是裝飾品和小飾品，而非功能性工具，這些工具繼續由碎石，骨頭製成和鹿角。開採的礦石的主要用途可能是用於生產陶器或用作裝飾物。